# Regine Sylvester
Regine Sylvester (* 30. Mai 1946 in Berlin) ist eine deutsche Journalistin und Autorin.

## Leben
Nach ihrem Abitur studierte Sylvester von 1965 bis 1970 Theaterwissenschaft. Im Anschluss arbeitete sie als Assistentin an der Filmhochschule Potsdam-Babelsberg. Nach einer kurzen Anstellung 1981–82 an der Akademie der Künste in Berlin arbeitete sie als freie Journalistin und Autorin für Film und Fernsehen.
Im Jahr 1992 wurde sie stellvertretende Chefredakteurin der Zeitung Wochenpost und übernahm 1995 die Leitung des Berliner Büros vom Stern. 1996–2009 war sie Leitende Redakteurin der Berliner Zeitung und arbeitete dazu als Autorin für Sender der ARD und des ZDF.
Sylvester lebt in Berlin-Mitte.

## Kino und Fernsehen
- 1985: Die Zeit die bleibt. Ein Film über Konrad Wolf (Drehbuch)
- 1987: Die Alleinseglerin (Drehbuch, Szenarium)
- 1989: Die Besteigung des Chimborazo (Statistenrolle)
- Buch und Regie des Dokumentarfilms "Fiftyfifty – Ostberliner Frauen nach der Wende", SFB/ARD
- Moderatorin der Talkshow Babelsberg live, ORB/ARD
- Autorin der TV-Serie So ein Zirkus, ZDF
- 1999: Autorin des Films Drei Gauner, ein Baby und die Liebe, NDR/ARD (Drehbuch)
- 2002: Autorin des Films Unser Papa, das Genie, ARD

## Bücher und Radio
- Autorin der Hörspielreihe Mama, bleib cool, RIAS
- Vorgeschriebene Flughöhe. Argon Verlag, 2002, ISBN 978-3-87024-567-2.
- Soll man so leben? Kleinerer Text zu größeren Fragen. Argon Verlag, 2002, ISBN 978-3-87024-564-1.
- Bis hierher. Und wie weiter? Kiepenheuer Verlag, 2007, ISBN 978-3-378-01090-1.
- Lucy hat Lust. Eulenspiegel Verlag, Berlin 2024, ISBN 978-3-359-03058-4.

## Auszeichnungen
- Theodor-Wolff-Preis 2002